# Clint Smith
Clint Smith ( Nueva Orleans, Luisiana, 25 de agosto de 1988 ) es un escritor, poeta y profesor estadounidense. Autor de How the Word Is Passed, libro que ganó el Premio del Círculo de Críticos Nacional del Libro de no ficción en 2021.

## Biografía
De ascendencia afroestadounidense, Clinton Smith III creció en Nueva Orleans, donde asistió a Awty International School en Houston, Texas antes de que su familia huyera de Nueva Orleans debido al huracán Katrina. Se graduó por el Davidson College en 2010 con una licenciatura en inglés. y posteriormente obtuvo un doctorado por la Universidad Harvard.

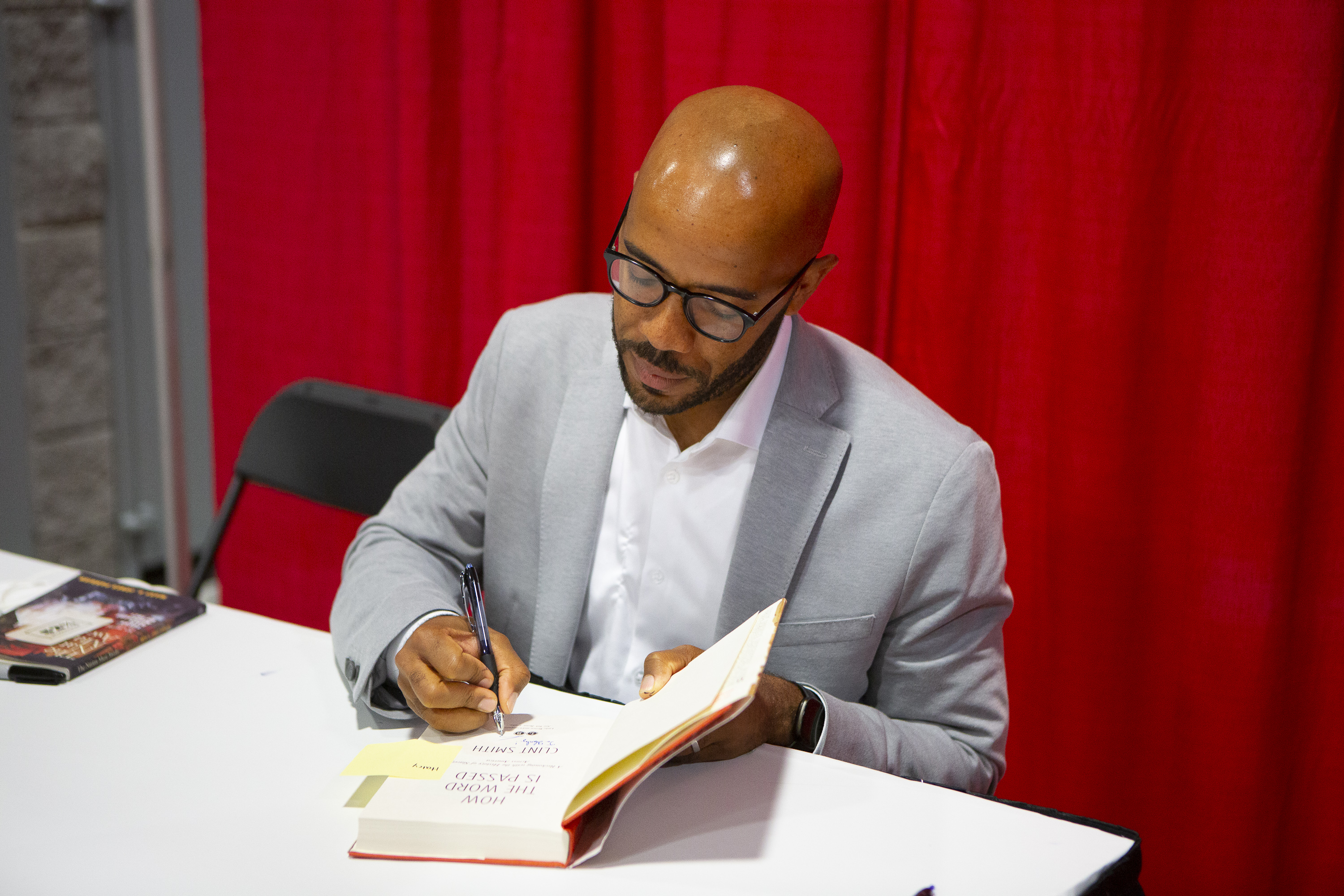
Smith en el Festival Nacional del Libro de 2022

Smith publicó su primer libro de poesía, Counting Descent, en 2016. En 2017 ganó un galardón en el Caucus Negro de la Asociación Americana de Bibliotecas  y fue finalista de los Premios NAACP Image. Obtuvo el Premio Jerome J. Shestack de The American Poetry Review de 2017  y estuvo en la lista Forbes 30 Under 30 de 2018. Ha colaborado con la revista The New Yorker.
El segundo libro de Smith, How the Word Is Passed, fue publicado por Little, Brown and Company en 2021. Trabaja actualmente como redactor de The Atlantic. Fanático del fútbol, ha escrito varios ensayos sobre este deporte.

## Premios
- Finalista del Premio de Imagen de la NAACP 2024 [24]
- Ganador del Premio Literario de la Paz de Dayton de no ficción 2022 [25]
- Premio Stowe 2022 [26]
- Premio Hillman de Periodismo Literario 2022 [27]
- Premio del Círculo Nacional de Críticos del Libro 2021 de no ficción [28]
- Lista de los mejores libros de 2021 del New York Times [29]
- Revista Time 2021: "Los 10 mejores libros de no ficción de 2021"
- 2021 La Raíz 100 [30]
- GQ 2021: "Los 50 mejores libros de periodismo literario del siglo XXI" [31]
- Becario residente de la Fundación Andrew W. Mellon 2021 [32]
- Becario Emerson 2020 en New America [33]
- 30 menores de 30 según Forbes 2018 [34]
- Beneficiario del programa Arte por la Justicia 2018 [35]
- Finalista del Premio de Imagen de la NAACP 2017 [10]
- Premio Literario 2017 al Mejor Libro de Poesía
- Lista de las 100 más poderosas de Ebony de 2017 [36]
- Ganador del National Poetry Slam 2014 [37]
- Christine D. Sarabanes, Maestra del Año 2013 [38]

## Vida personal
Smith reside en Maryland con su esposa y sus dos hijos.